# B&W

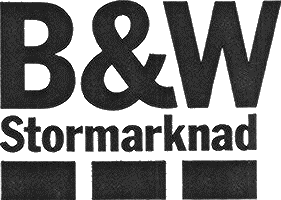
Logotypen för B&W.

B&W var en svensk stormarknadskedja, som kom till genom en fusion 1977 av Bra stormarknad, som ägdes av AB Turitz & Co och Wessels, som från början varit varuhuset Th. Wessel & Vett i Malmö. B&W betyder alltså Bra och Wessels. B&W förvärvades 1992 av Kooperativa Förbundet (KF) och går numera (i likhet med bland annat före detta Obs!-stormarknader) under namnet Coop Forum eller Stora Coop.

## Tidsaxel
Tidsaxel för ägarförhållandena mellan de olika varuhusen.
- 1899 grundas Åhlen & Holm av Johan Petter Åhlén och Erik Holm i Insjön.
- 1899 bildas Kooperativa Förbundet, KF.
- 1902 bildas AB Nordiska Kompaniet, NK, då Karl M. Lundberg, Stureplan och firma Joseph Leja slår samman sina butiker.
- 1911 öppnade varuhuset Th. Wessel & Vett i Malmö som filial till Magasin du Nord i Köpenhamn.
- 1925 övertas varuhuset i Malmö av AB Wessels i Malmö och blir Wessels.
- 1930 startar AB Turitz & Co i Göteborg varuhuskedjan EPA.
- 1932 öppnades det första Tempovaruhuset ägt av Åhlén & Holm.
- 1935 KF köper varuhuset PUB i Stockholm.
- 1956 blir Domus det gemensamma namnet på varuhusen inom KF, utom i Stockholm.
- 1962 Wessels flyttar från centrala Malmö till Jägersro Center, vilket efterhand utvecklas till en stormarknadskedja.
- 1963 Konsum Stockholm inviger Obs! i Vårby.
- 1964 bildar AB Turitz & Co varuhuskedjan "EPA stormarknad", sedermera omdöpt till Bra stormarknad[2]. KF:s nya varuhus på Odenplan i Stockholm får namnet "Kvickly". Samtidigt får också varuhuset "Special-Konsum" vid Slussen, Stockholm, namnet Kvickly. Sedermera ändras namnen till "Domus".
- 1969 köper NK företaget AB Turitz & Co (EPA).
- 1976 går NK/Turitz samman med Åhlén & Holm (Åhléns) och bildar NK-Åhléns. EPA och Tempovaruhusen får därigenom samma ägare.
- 1977 slås Wessels och Bra Stormarknad samman till " Bra & Wessels", senare B&W.
- 1978 slås EPA-varuhusen ihop med Tempovaruhusen och alla varuhusen heter därefter Tempo.
- 1985 namnändras alla Tempovaruhus till Åhléns
- 1988 förvärvades Saba Gruppen, inklusive B&W, av Axel Johnson AB.[3]

Den 1 december 1992 förvärvades B&W-kedjan av KF. Den bestod då av fjorton enheter. KF hade då sedan länge drivit den egna stormarknadskedjan Obs! men valde att låta B&W behålla sin profil.
Den 1 januari 1994 fördes B&W-marknaderna i Jönköping, Falkenberg, Skara och Valbo samt fem Obs!-marknader över till ett separat affärsområde som senare skulle bli kedjan Robin Hood. Under 1996 blev B&W i Eskilstuna en Prix och B&W i Falun en Robin Hood, varefter kedjan bestod av nio enheter. Robin Hood-marknaden i Jönköping blev i början av 1999 åter en B&W.
I september 2001 infördes namnet Coop och de fyra tidigare stormarknadskoncepten blev en kedja, Coop Forum.
I Bromma hade B&W och Obs! drivit varsin stormarknad vägg-i-vägg sedan 1984 när Obs! etablerade sig i en tidigare hangar där B&W redan fanns. KF fortsatte driva dessa som två enheter efter övertagandet av B&W. Efter sammanslagningen av kedjorna hade man fortsatt två stormarknader vägg i vägg, Coop Forum Södra och Coop Forum Norra. Först år 2005 slogs de två stormarknaderna ihop till en enda.